# パトリック・ロワ
パトリック・ロワ（Patrick Roy, 1965年10月5日 - ）は、カナダの元プロアイスホッケー選手。ポジションはゴールテンダー。
NHL史上で最多試合出場、最多勝利数記録を更新、エクスパンション時代で最高のゴーリーと評価されることが多い。

## 経歴
1984年のNHLドラフト全体51位でモントリオール・カナディアンズから指名され、NHL人生をスタートさせた。ここで1984年から1995年までプレーした。その後は2003年の引退まで、コロラド・アバランチで選手生活を送った。
スタンレー・カップ優勝経験、カナディアンズとアバランチで2度ずつ合計4度経験している（1986年、1993年、1996年、2001年）。また、これと並んでコーン・スマイス賞も、3度獲得している（1986年、1993年、2001年。なお、1996年はアバランチのキャプテンジョー・サキック (Joe Sakic) が獲得）。
2003年10月28日、コロラド・アバランチは、ロワの背番号33を永久欠番とした。
2006年にホッケーの殿堂入りを果たした。
2008年11月22日モントリオール・カナディアンズも33を永久欠番とした。

## 選手としての特徴
青や赤のライン上をスケートで横切ることがないとか、試合毎に子供の名前をスティックに書くだとか、シャットアウトを決めた試合に使用したパックは、シーズン終了までロッカーにしまっておくなどがある。また、試合中にゴールポストに話しかけることでも知られている。
また、自負心の強さは有名である。かつてジェレミー・ローニックが、ロワから3点を取った後のインタビューで「この第3試合、パトリックはどこで何してたんだろうか知りたいもんだね。たぶん、・・・」と皮肉ると、ロワも負けじと「ジェレミーが何を言ったかよく聞こえなかったよ。だって、僕は耳をスタンレー・カップ優勝記念のリングで栓をしていたからね。」と応じた。
シュートをセーブすると、グラブを頭上に持ち上げて、まるで自由の女神のようなポーズをとることがあった。2002年、西部カンファランス決勝の第6試合で、自身がパックをつかんでいると誤信し、このポーズをとっている間に、ブレンダン・シャナハンに得点されたこともあった。　
これらの出来事にもかかわらず、卓抜さは、数々の受賞歴が示している。1989年、1990年、1992年にはヴェジーナ賞（最優秀ゴーリー賞）、1987年、1988年、1989年（この3年は Brian Hayward と同時）、1992年、2002年にはウィリアム・M・ジェニングス賞（最少失点ゴーリー）をそれぞれ受賞している。
さらに、完封勝利数ではリーグ1位、平均失点率でも2度のリーグトップを記録している。オールスターでは、第1チームで3回、第2チームで2回、通算8回の出場を果している。

## 人物
1990年6月9日、Michèle Piuze と結婚し3人の子供を儲けた。

## エピソード
- カナダ出身のMLB選手であるジャスティン・モルノーは現役時代の大半で背番号「33」を付けていたが、これはロワに憧れており自らが希望して付けていた。モルノー自身も高校時代はアイスホッケー選手として活動しており、ポジションはロワと同じくゴールテンダーだった。

## 詳細情報

### 記録
- ゴーリーによるシーズン30勝以上の回数（10）
- ゴーリーによるポストシーズン最多出場（196）
- ポストシーズン出場時間（12094分）
- ポストシーズン無失点記録（15）
- 最多生涯勝利数（551）後に更新された。
- 最多出場試合数（1029）後に更新された。
- 最多プレイオフ勝利数（151）
- 最多プレイオフ出場数（247）

### 代表歴
- 1998年オリンピックアイスホッケーカナダ代表
- 2002年オリンピックアイスホッケーカナダ代表